# Partido Socialista Unificado (Chile)
Partido Socialista Unificado, fue un partido político chileno de ideología socialista, originado en 1931 y extinto un año después.

## Historia
Nació en 1931 a partir de la fusión entre el Partido Socialista Revolucionario (PSR), liderado por Albino Pezoa y Rubén Álvarez, y el Partido Socialista Internacional (PSI), liderado por Santiago Nilson Barrientos. Se originó en el contexto de la caída del gobierno de Carlos Ibáñez del Campo, etapa en la cual la actividad política, antes fuertemente reprimida, renació y en conjunto con reorganizarse los partidos políticos tradicionales, nacieron nuevas y diversas colectividades políticas, entre ellas, el Partido Socialista Unificado.
Desde su creación, el Partido Socialista Unificado, se definió como un partido de clase, cuyo sustrato identitario estaba ligado a la concepción materialista de la historia. Vale decir, señalaban que para conquistar el poder político se debería liberar a los trabajadores, lo que se haría, por medio de la socialización de los medios e instrumentos de producción.
El Partido Socialista Unificado participó en las elecciones parlamentarias de 1932, donde obtuvo 5.162 votos, lo que le valió la elección de un diputado.
Luego de la República Socialista de 1932, intentó articular a las diferentes fuerzas socialistas, uniéndose al partido Acción Revolucionaria Socialista bajo el nombre de "Unión Revolucionaria Socialista". Luego de una convención entre todas las fuerzas socialistas, el 19 de abril de 1933, se acordó la fusión de los mismos, y así nació el Partido Socialista de Chile.

## Resultados electorales

### Elecciones parlamentarias
| Elección | Diputados | Diputados       | Diputados | Senadores | Senadores  | Senadores   |
| Elección | Votos     | % de votos      | Escaños   | Votos     | % de votos | Escañoscaca |
| -------- | --------- | --------------- | --------- | --------- | ---------- | ----------- |
| 1932     | 4058      | \| \| 1,24 % \| | 1/142     | s/i       |            |             |
|          | 1,24 %    |                 |           |           |            |             |